# الإمبراطور غاوزو من تانغ
الإمبراطور غاوزو من تانغ (7 أبريل 566 م - 26 يونيو 635 م) و (بالإنجليزية: Emperor Gaozu of Tang) وإسمه الشخصي لي يوان كان مؤسس سلالة تانغ الحاكمة في الصين وأول إمبراطور لها من 618 م وحتى 262 م وكان قبل تأسيسه لأسرة تانغ حاكما لشانشي تحت حكم سلالة سوي الحاكمة، إرتفع لي يوان بعد محاربته الأتراك الشرقيين وهزيمتهم ومع تفكك أسرة سوي في يوليو سنة 617 م إرتفع في التمرد باستخدام لقب المستشار العظيم وقام بتركيب الطفل يانغ بو حفيد الإمبراطور وين من سوي لكنه أزاله وأسس أسرة تانغ في سنة 618 م ظل الإمبراطور غاوزو في الحكم حتى تنازل لإبنه لي شيمين طواعية عن العرش الذي أصبح يعرف بالإمبراطور تايزونج في سنة 626 م وبعدها توفي في 25 يونيو في سنة 635 م.